# هم‌دست
هم‌دست (انگلیسی: The Associate) یک فیلم در ژانر کمدی به کارگردانی دونالد پتری است که در سال ۱۹۹۶ منتشر شد. دونالد ترامپ در این فیلم بازی کرده‌است.

## بازیگران
- ووپی گلدبرگ
- دایان ویست
- تیم دالی
- بی‌بی نیوورتس
- ایلای والاک
- آستین پندلتن
- لینی کازان
- جرج مارتین
- دونالد ترامپ
- جاناتان فریمن
- برایان تارانتینا